# سیارک ۸۵۸۸
سیارک ۸۵۸۸ (به انگلیسی: 8588 Avosetta، نامگذاری:4025P-L) هشت هزار و پانصد و هشتاد و هشتمین سیارک کشف شده‌است که در ۲۴ سپتامبر ۱۹۶۰ کشف شد.
قدر مطلق سیارک برابر ۱۴٫۳۰ است.